# Progresso (Goiânia)
Progresso é um bairro que se localiza na região norte da cidade de Goiânia, próximo à Avenida Perimetral Norte e Avenida Nerópolis que interliga com a Avenida José Hermano. O bairro é um dos poucos de morro, tendo uma vista panorâmica da cidade por completa, e tem um fácil acesso às outras regiões da cidade por causa das avenidas que interligam as regiões norte, sul e oeste. O bairro é próximo ao Gentil Meireles, Perim e Urias Magalhães e algumas pessoas conhecem o bairro como região de Campinas por também ser próximo.
Segundo dados do Instituto Brasileiro de Geografia e Estatística (IBGE), divulgados pela prefeitura, no Censo 2010 a população do Progresso era de 2 828 pessoas.